# Júlia Bartel
Júlia Bartel Holgado (Tarrasa, 18 de mayo de 2004) es una futbolista española que juega en la posición de centrocampista en el Chelsea F. C..

## Carrera
Bartel como juvenil ha jugado en clubes amateurs como la UE Castellbisbal y el Sant Cugat FC antes de incorporarse al equipo juvenil del Espanyol. En 2019 optó por fichar por el FC Barcelona cuando aún tenía 15 años. Después de dos años jugando en los equipos juveniles y de reserva del club, debutó con el primer equipo el 27 de junio del 2021 ante el Eibar, sustituyendo a Vicky Losada que jugaba su último partido con el club, por lo que con 17 años y un mes, Bartel se convirtió en la cuarta jugadora más joven que jugó con el primer equipo. El 16 de abril del 2022, en el que fue su tercer partido (primera vez en el equipo titular) y después de haber jugado apenas 66 minutos con el primer equipo, Bartel dio una asistencia de gol contra el Valencia a Aitana Bonmatí.

## Carrera internacional
Aunque la pandemia del COVID-19 retrasó los principales torneos nacionales juveniles en 2020, Bartel ha acumulado una gran experiencia jugando en muchas categorías inferiores de la selección española. Marcó un impresionante gol contra Portugal el 9 de abril de 2022, y fue una de las piezas clave para que España llegara a la ronda final del Campeonato de la UEFA de 2022, habiendo aparecido en los 6 partidos disputados por España a lo largo de la fase de clasificación.